# District de Sárvár
Le district de Sárvár (en hongrois : Sárvári járás) est un des 7 districts du comitat de Vas en Hongrie. Il compte 38 862 habitants et rassemble 42 localités : 40 communes et 2 villes dont Sárvár, son chef-lieu.
Cette entité existait déjà auparavant jusqu'à la réforme territoriale de 1983 qui a supprimé les districts.

## Localités
- Bejcgyertyános
- Bögöt
- Bögöte
- Bő
- Chernelházadamonya
- Csánig
- Csénye
- Gérce
- Gór
- Hegyfalu
- Hosszúpereszteg
- Ikervár
- Jákfa
- Kenéz
- Káld
- Meggyeskovácsi
- Megyehíd
- Mesterháza
- Nagygeresd
- Nemesládony
- Nick
- Nyőgér
- Ölbő
- Pecöl
- Porpác
- Pósfa
- Rábapaty
- Répcelak
- Répceszentgyörgy
- Sajtoskál
- Simaság
- Sitke
- Szeleste
- Sárvár
- Sótony
- Tompaládony
- Uraiújfalu
- Vasegerszeg
- Vashosszúfalu
- Vámoscsalád
- Vásárosmiske
- Zsédeny